# Chloroclystis rufipellis
Chloroclystis rufipellis är en fjärilsart som beskrevs av Edward Meyrick 1927. Chloroclystis rufipellis ingår i släktet Chloroclystis och familjen mätare. Inga underarter finns listade i Catalogue of Life.